# István Katona
István Katona (ur. 3 października 1928 w Nagykáta) – węgierski duchowny rzymskokatolicki, w latach 1997-2013 biskup pomocniczy Egeru.

## Życiorys
Święcenia kapłańskie przyjął 7 czerwca 1953. 3 listopada 1989 został mianowany biskupem pomocniczym Vác ze stolicą tytularną Brixellum. Sakrę biskupią otrzymał 9 grudnia 1989. 10 października 1997 został ogłoszony biskupem pomocniczym Egeru. 25 listopada 2013 przeszedł na emeryturę.